# Гирсовка (Приазовский район)
Ги́рсовка (укр. Гірсівка) — село,
Гирсовский сельский совет,
Мелитопольский район (до 2020 — Приазовский район),
Запорожская область,
Украина.
Код КОАТУУ — 2324582701. Население по переписи 2001 года составляло 1313 человек.
Является административным центром Гирсовского сельского совета, в который не входят другие населённые пункты.

## Географическое положение
Село Гирсовка находится на левом берегу реки Джекельня, которая через 2,5 км впадает в Молочный лиман,
выше по течению на расстоянии в 5 км расположено село Надеждино.

## История
- Вблизи села Гирсовка обнаружены остатки скифского поселения (IV в. до н. э.).
- 1862 год — дата основания как село Тропокло на месте ногайского поселения Тулга болгарами из Бессарабии[источник не указан 1030 дней].
- В 1892 году переименовано в село Гирсовка. Высказывается предположение, что Гирсовка — это подражание названию селению Гирсова (совр. Хыршова, Hârşova) на реке Дунай, откуда пришли болгарские переселенцы. По другой версии, название происходит от фамилии министра иностранных дел Николая Карловича Гирса[2].
- 21 сентября 1943 года село освобождено от германской оккупации[3].

## Экономика
- «Искра», ООО.

## Объекты социальной сферы
- Школа.
- Детский сад.
- Дом культуры.
- Фельдшерско-акушерский пункт.

## Достопримечательности
- Братская могила 116 советских воинов.